# Cryptolabis (Cryptolabis) molophiloides
Cryptolabis (Cryptolabis) molophiloides is een tweevleugelige uit de familie steltmuggen (Limoniidae). De soort komt voor in het Nearctisch en Neotropisch gebied.